# Храм иконы Божьей Матери «Неопалимая Купина» (Москва)
Храм в честь иконы Божьей Матери «Неопалимая Купина» — храмовый комплекс, возведенный на Юрловском проезде в районе Отрадное Северо-Восточного административного округа Москвы, введён в эксплуатацию в августе 2018 года. Храм возведён на пожертвования прихожан и на средства инвесторов. Застройщиком является Финансово-хозяйственное управление РПЦ.
36-метровый шатровый собор о девяти главках построен по индивидуальному проекту архитектора Андрея Оболенского и не имеет аналогов в Москве.

## Этимология названия
Название иконы Божией Матери «Неопалимая Купина» произошло от явлению Бога Моисеею, пасшему овец в пустыне, в виде горящего, но не сгорающего тернового куста (купины). Считается, что икона защищает при пожарах и стихийных бедствиях, вызванных огнем.

## История
В январе 2010 года патриарх Кирилл благословил создать фонд «Поддержки строительства храмов города Москвы» для реализации Программы строительства православных храмов в Москве с целью строительства церквей в шаговой доступности в густонаселенных районах города.
На тот момент в районе Отрадное на 175 тысяч жителей был всего один храм и две часовни.
Первоначально храм планировалось построить рядом со станцией метро Отрадное, но в дальнейшем строительство решили перенести в парк на Юрловском проезде, что было удобнее для жителей района.

Временная Владимирская церковь

Проект строительства храма архитектора Андрея Оболенского был в стиле классических древнерусских храмов XV—XVIII веков.
Руководил предварительными работами и составлением проекта строительства будущего храма протоиерей Сергий Ткаченко, настоятель храма Рождества Богородицы во Владыкино. В 2013 году у строящейся церкви был назначен настоятель — отец Дмитрий Бондаренко.
В декабре 2013 года на прилегающей территории возвели временный храм в честь святого князя Владимира, а 5 января 2014 года уже провели первую службу.
Когда началась стройка на территории заброшенного парка, сразу нашлись противники. В октябре 2014 года, когда службы шли во временном деревянном храме князя Владимира, у его стен начался митинг. Но постепенно протесты жителей сошли на нет.
С конца 2014 года началось строительство основного храмового комплекса с храмом «Неопалимая Купина» и домом причта, 22 апреля 2015 года Патриарх Кирилл лично совершил чин освящения закладки первого камня.
9 июля 2016 года управляющий Северо-Восточным викарианством епископ Подольский Тихон совершил чин освящения крестов для куполов. К июлю 2018 года здания храмового комплекса полностью построены. 21 октября 2018 года новый храм был освящён архиепископом Солнечногорским Сергием. 16 июля 2020 года указом патриарха Кирилла настоятелем храма стал иерей Дионисий Гришков.

## Описание
Храм имеет высоту 36 метров и рассчитан на 500 прихожан. Пятикупольный храм увенчан большим центральным куполом и свойственным древнерусской культуре устремлённым вверх высоким шатром. Внешний вид храма символизирует образ Здания Вселенской Церкви.
Общая площадь здания храма 600 м², оно имеет 3 наземных и один подземный этаж. На нижнем уровне размещаются инженерные системы и трапезная. А на двух этажах и в мансарде — различные школы, кружки.
На первом этаже храма расположены молельный зал и три алтаря с престолами. На втором этаже находятся служебные помещения для певчих и звонаря, а также помещения для хора и звонница.
В доме причта два этажа, с подвалом и мансардой, здесь находятся церковно-приходская школа, административные помещения и различные кружки. Архитектура здания является фоновой для архитектуры храма. Во внешнем убранстве дома притча отображены характерные приемы московской гражданской архитектуры.